# United States Census Bureau
United States Census Bureau, oficial Bureau of the Census, în română Biroul Recensământului Statelor Unite ale Americii sau doar Biroul Recensământului SUA, este un departament al Ministerului de Comerț al Statelor Unite, fiind partea guvernului Statelor Unite ale Americii care este responsabilă de recensămintele populației țării, care se numesc în engleză United States Census-es. 

## Legalitate
Constituția Statelor Unite specifică că populația țării trebuie să fie numărată cel puțin odată la zece ani (începând cu 1790) prin recensământ național (U.S. Census) și astfel numărul reprezentativilor din Camera Reprezentanților a Statelor Unite, camera inferioară a Parlamentului SUA, Congress, este determinat corect, proporțional cu populația fiecărui stat.  Census Bureau este mandatat cu îndeplinirea a trei obligații esențiale: colectarea datelor statistice despre națiune și oamenii acesteia, precum și despre economia Statelor Unite. Autoritatea legală a funcționării Biroului Recensământului se găsește în Title 13 al United States Code.

## Structura organizatorică

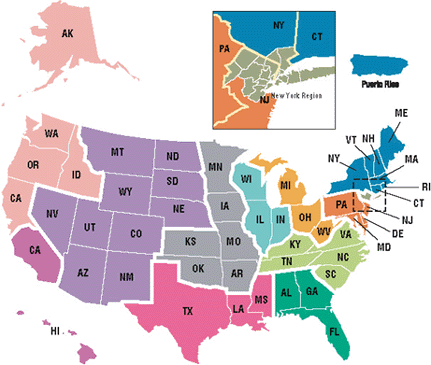
Împărţirea teritoriului SUA în regiuni de către US Census Bureau

Începând cu 1903, organul oficial al guvernului Statelor Unite de recensământ al populației țării a fost Bureau of the Census.  Biroul este condus de un Director (director), asistat de un Deputy Director (vice-director) și de un Executive Staff (bord de directori) alcătuit din Associate Directors (directori adjuncți pe diferite preobleme). 
Sediul federal al Biroului de Recensământ se găsește la 4700 Silver Hill Road, Suitland, Maryland.  Există 12 oficii regionale, care se găsesc în 12 orașe mari ale Statelor Unite: Boston în Massachusetts, New York City în statul New York, Philadelphia în statul Pennsylvania, Detroit, Michigan, Chicago, Illionois, Kansas City, Kansas,  Seattle, Washington,  Charlotte, Carolina de Nord, Atlanta, Georgia, Dallas, Texas,  Denver Colorado și Los Angeles California.   Cu ocazia fiecăruia din recensămintele care au loc din 10 în 10 ani, alte birouri regionale temporale se deschid în centre urbane mari pentru a ușura procesul în sine. 
Census Bureau are un program cooperativ, denumit Census Information Center sau CIC, care aduce împreună 47 de "organizații non-profit naționale, regionale și locale" care încearcă să deservească mai ales comunitățile care sunt relativ uitate și neajutate. 

## "Population Clock"
Biroul (Census Bureau) menține de asemenea un program care se numește Population Clock, Ceasul Populației; o extrapolare în timp real a tuturor informațiilor referitoare la populație, așa cum ar fi în primul rând nașterea și moartea, fiind capabil să estimeze numărul de oameni nu numai din Statele Unite, dar și oriunde în lume.